# Hércules de Miranda
Hércules de Miranda (Guaxupé, 2 juli 1912 - Rio de Janeiro, 3 september 1982) was een Braziliaanse voetballer, bekend onder zijn spelersnaam Hércules. 

## Biografie
Hércules begon zijn carrière bij Juventus, een kleinere club uit São Paulo en maakte in 1933 de overstap naar Fluminense, waar hij tot 1941 speelde. Met deze club won hij vijf keer Campeonato Carioca en werd in 1936 topschutter van de competitie. In 1942 ging hij naar Corinthians en werd in 1943 topschutter van het Campeonato Paulista. 
Hércules speelde zes wedstrijden voor het nationale elftal, waaronder twee wedstrijden op het WK 1938. 